# Flektáló nyelv
A flektáló, hajlító vagy fúziós nyelvek azok a szintetikus nyelvek, amelyek a nyelvtani viszonyokat a szóalakok megváltoztatásával (flexióval) – ragozással, szóképzéssel, illetve a szótő változtatásával – képesek kifejezni.
Szemben az agglutináló nyelvekkel, ahol az egyes viszonyokat kifejező morfémák egymás után, jól elkülöníthetően helyezkednek el (pl. magyar: egész|ség|ünk|re), és többnyire külön meg lehet feleltetni őket az egyes jelentéselemeknek, a flektáló nyelvekben csak korlátozott számú toldalék járulhat a szótőhöz, amelyek sokszor egybeolvadnak vele, nem bonthatóak fel további elemekre, és egyidejűleg több nyelvtani jelentést kódolnak (erre utal a fúziós nyelv megnevezés is). A spanyol canto – ’énekelek’ – igealak -o ragja például kifejezi egyben a kijelentő módot, jelen időt, egyes szám első személyt, valamint a folyamatos aspektust.
A flektáló nyelvek tipikus példái az indoeurópai, valamint különösképpen az afroázsiai (régebben: sémi–hámi) nyelvek.

## Példa flektáló nyelvekre
Indoeurópai nyelvcsalád
- angol – tőmagánhangzó változtatása (ablaut): to sing (’énekelni’) ~ he sang (’ő énekelt’) ~ song (’ének’); toldalékolás: I play (’játszom’) ~ he plays (’játszik’) ~ we played (’játszottunk’) ~ playing (’játszás’); szóképzés: replay (’újrajátszás’, ’ismétlés’) stb.
- latin – tőmagánhangzó változtatása: facio (’csinálok’) ~ feci (’csináltam’) stb.; toldalékolás: canto (’énekelek’) ~ cantas (’énekelsz’) ~ cantando (’énekelve’) stb.; szóképzés: cantio (’dal’), incantare (’elvarázsolni’) stb.; reduplikáció: do (’adok’) ~ dedi (’adtam’), stb.
- spanyol – tőmagánhangzó változtatása: haces (’csinálsz’) ~ hiciste (’csinálta’) ~ hecho (’megcsinált [dolog]’); toldalékolás: canto (’énekelek’) ~ cantas (’énekelsz’) ~ cánta|le (’énekelj neki’) ~ cánta|se|la (’énekeld el neki [a dalt]’) stb.; szóképzés: canto (’ének’), canción (’dal’), encanto (’báj’) stb.

Afroázsiai nyelvcsalád
- arab – ablaut+toldalékolás: kitáb (’könyv’) ~ kátib (’írnok’) ~ kataba (’ő írt’), uktub (’írj’) stb.
- héber – ablaut+toldalékolás: kátav (’írt’) ~ kótév (’ír, író’) ~ któv (’írj’), ktúvá (’irat’) stb.
- arámi – ablaut+toldalékolás: n'faq (’kiment, hímnem’) ~ nefqat (’kiment, nőnem’) ~ náféq (’kimegy’), puqú (’menjetek ki’) stb.